# Pom
Pom   (Berchem, 16 de novembre de 1919 - Nijlen, 2 de maig de 2014) nom artístic de Jozef Van Hove ser un escriptor i autor de còmics belga, conegut principalment per la tira còmica d'aventures humorística-satírica Piet Pienter en Bert Bibber publicada a Gazet van Antwerpen. Pom va ser un dels autors de còmics flamencs més coneguts dels anys cinquanta. Entre 1955 i 1995, es van publicar 45 còmics a partir de les seves tires còmiques. L'any 2010, Tom Bouden va crear un nou àlbum de Piet Pienter en Bert Bibber, amb la col·laboració de Luc Cromheecke, Dirk Stallaert, Steven Dupré, Martin Lodewijk, Marc Verhaegen, Willy Linthout, Jean-Pol, Steve Van Bael, Kim Duchateau, Michael Vincent, Wim Swerts, Marc Legendre, Charel Cambré i Hec Leemans.